# Ibsan
Segons la Bíblia, Ibsan va ser jutge d'Israel. Apareix solament en tres versets del Llibre dels Jutges, i se'n sap ben poca cosa.
Era de la població de Betlem, però el text sagrat no especifica si era de Betlem de Galilea (pertanyent a la tribu de Zabuló) o Betlem de Judea (pertanyent a la tribu de Judà).
Va tenir molta descendència:
- trenta filles, que les va donar en matrimoni a homes de fora.
- trenta fills, a qui va casar amb dones que va portar de fora.

Va ser jutge d'Israel durant set anys i quan va morir, el van enterrar a Betlem.
Segons el judaisme apòcrif, Ibsan s'assimila a Booz, espòs de Rut i besavi del Rei David.